# Mittelstraße 58 (Lemgo)

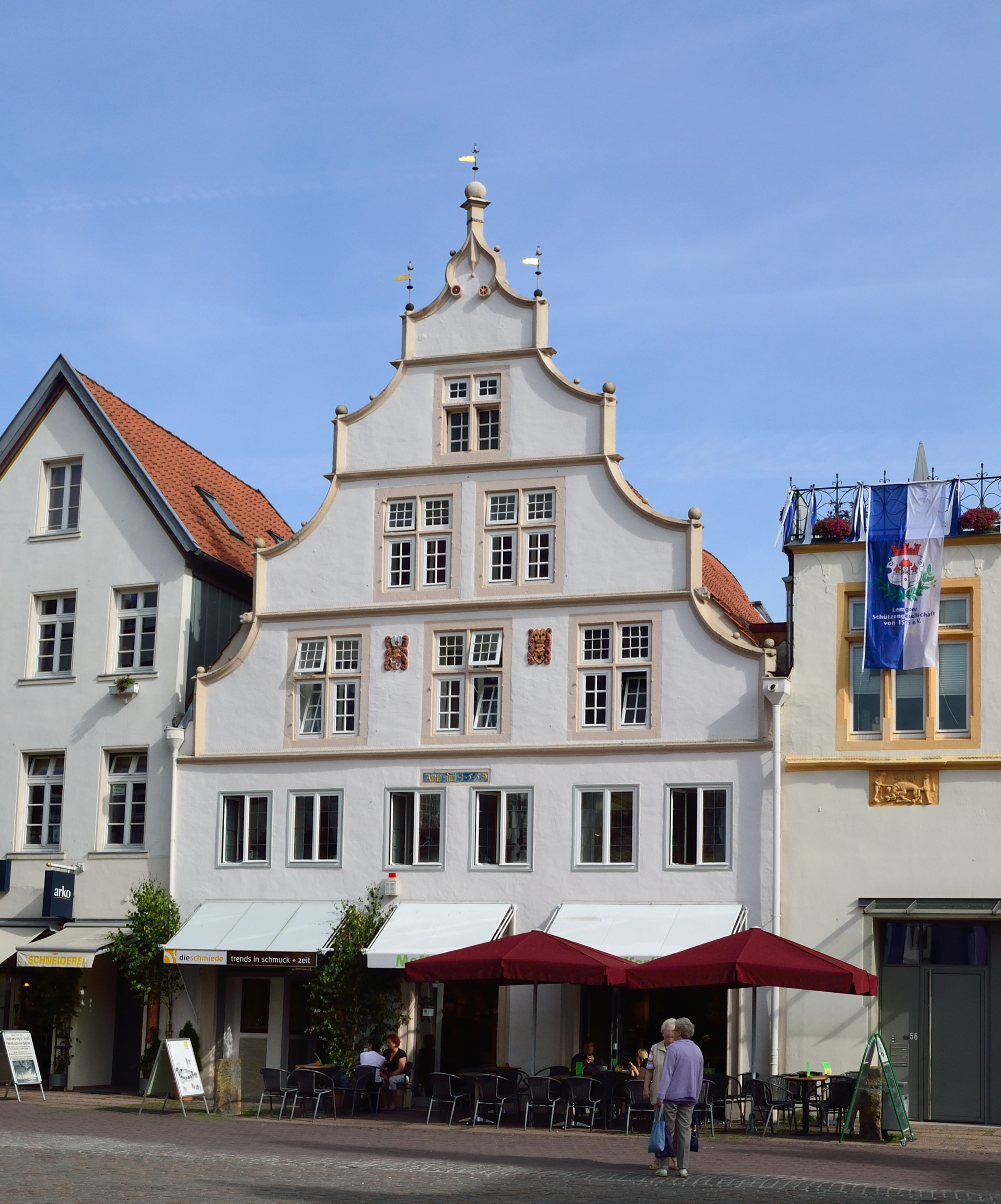
Haus Mittelstraße 58 in Lemgo (rechts das Haus Mittelstraße 56)

Das Gebäude Mittelstraße 58 in Lemgo, einer Stadt im Kreis Lippe in Nordrhein-Westfalen, wurde 1559 vermutlich vom Baumeister Ludolf Crosman für den Gastwirt Hermann Corvey errichtet. Das Steingiebelhaus ist ein geschütztes Baudenkmal.
Das zweigeschossige Wohn- und Geschäftshaus beherbergte bis ins 19. Jahrhundert das Gasthaus Zum weißen Schwan. Durch Umbauten wurde das Innere völlig verändert.
Der Stufengiebel blieb in seiner ursprünglichen Form erhalten, er wird durch gotisch profilierte Wasserschläge gegliedert. Im ersten Giebelgeschoss befinden sich zwei Wappen des zur Erbauungszeit regierenden lippischen Grafen Bernhard VIII. und seiner Frau Katharina von Waldeck-Eisenberg.